# Cystorchis versteegii
Cystorchis versteegii är en orkidéart som beskrevs av Johannes Jacobus Smith. Cystorchis versteegii ingår i släktet Cystorchis, och familjen orkidéer. Inga underarter finns listade i Catalogue of Life.